# Nuraghe Elighe Onna
Il nuraghe Elighe Onna, conosciuto anche col nome di Crasta (o Krasta), si erge su una cresta basaltica nel territorio di Santu Lussurgiu a pochi chilometri dalla località di San Leonardo de Siete Fuentes in cui si trova la chiesa omonima e le sorgenti che gli danno il nome.

## Struttura
È un nuraghe trilobato con una torre principale e due torri minori una a Sud-Ovest e l'altra a Nord-Est. Rimangono anche le tracce di una cortina muraria a pochi metri dall'ingresso della prima torre che cingeva il complesso.
Il sito è in completo stato di abbandono. La torre principale presenta uno svettamento all'altezza di circa 5 metri dal suolo. Le due torri minori sono completamente distrutte e il materiale di crollo ostruisce le camere.

## Come raggiungerlo
È possibile raggiungerlo percorrendo la strada provinciale da San Leonardo in direzione di Macomer. Il nuraghe è visibile per un tratto di strada sulla sinistra. Superato di poco il quarto chilometro ci si avvia in una stretta strada di penetrazione agraria molto ripida sulla sinistra. Giunti a una biforcazione si prende il proseguimento a sinistra e pochi metri dopo si lascia la strada per continuare lungo un sentiero molto ripido battuto dal bestiame sulla destra. Proseguendo in direzione retta, districandosi fra i radi arbusti e scavalcando qualche muretto si raggiunge entro poche centinaia di metri il sito.